# Les Amis des animaux au Congo
Les Amis des animaux au Congo est une association fondée en 1994 en République démocratique du Congo par Claudine André. Son objectif est la sauvegarde des bonobos ainsi que d'assurer la survie du parc zoologique de Kinshasa, unique lieu de la capitale congolaise où le public peut découvrir l'importance de l'environnement du pays.